# 雪叶科
雪叶科又名雪叶木科，共有2属21种，分布在澳大利亚东部沿海、新西兰和太平洋南部部分岛屿中。
本科植物为灌木；单叶，叶面有白色的毛；花小，黄色，花瓣5；果实为核果或蒴果。
1981年的克朗奎斯特分类法将其列在茶藨子科中，属于蔷薇目，1998年根据基因亲缘关系分类的APG 分类法认为应该单独分出一个科，放到菊目之下，2003年经过修订的APG II 分类法维持原分类。